# Uroš Nastran
Uroš Nastran, slovenski motociklistični dirkač * 10. julij 1986, Kranj. 

## ŽIVLJENJEPIS
Uroš Nastran živi v okolici Šenčurja pri Kranju in je eden najuspešnejših Slovencev v supermotu. Leta 2010 je osvojil do sedaj zanj eno izmed odmevnejših lovorik. V tem letu je postal evropski prvak in hkrati prejel nagrado športnika leta AMZS 2010. Naslednjo sezono je prestopil v svetovni pokal in kot novinec pustil močan pečat v svetovnem vrhu. Osvojil je kar nekaj rezultatov med prvih pet v posamičnih dirkah in na koncu sezone svetovnega prvenstva zasedel šesto mesto v skupnem seštevku točk.
Uroš Nastran je začel kot motokrosist in se kasneje zaradi večje poškodbe, ki jo je utrpel v motokrosu odločil za nastopanje v supermotu. Že kmalu je kot najstnik poskrbel za navdušenje vseh svojih navijačev in postal večkratni državni prvak Slovenije. Udeleževal se je različnih tekmovanj in postavljal nove mejnike v slovenskem supermotu. Zanimivo je tudi to, da za vožnjo z motorjem A kategorije Uroš Nastran nima izpita. Sam pravi, da se nerad vozi po cestah, kjer poteka promet in da zanj v njegovem svetu zaradi tega obstajajo dirkaške proge.